# Aedes alius
Aedes alius är en tvåvingeart som beskrevs av Lien 1968. Aedes alius ingår i släktet Aedes och familjen stickmyggor.
Artens utbredningsområde är Taiwan. Inga underarter finns listade i Catalogue of Life.